# Schwaighofen (Neu-Ulm)
 Schwaighofen  ist ein Ortsteil der Großen Kreisstadt Neu-Ulm im bayerisch-schwäbischen Landkreis Neu-Ulm.

## Geographie
Das Dorf ist baulich mit der Kernstadt verwachsen. Es liegt an der Bundesstraße 10 und der Staatsstraße 2029.

## Geschichte
Die Einwohnerzahl des Ortes stieg von 235 im Jahr 1925 über 359 im Jahr 1970 und 454 im Jahr 1987 auf mittlerweile 546 (2024). Schwaighofen war bereits vor der Gebietsreform in Bayern ein Ortsteil von Neu-Ulm.